# Arsen Martirosyan
Arsen Martirosyan est un boxeur arménien né le 17 avril 1977 à Erevan.

## Carrière
Après une solide carrière amateur marquée par 82 victoires dont 53 par KO en 101 combats, il choisit de s'exiler en France et passe professionnel en 2004.
Entraîné à Lyon par Saadi Mechiche, Martirosian devient champion de l'Union Européenne EBU-EE dans la catégorie super-coqs en 2008 puis champion IBF International l'année suivante. 
Battu les deux fois dès la première défense de sa ceinture, il se relance le 19 décembre 2009 en battant par arrêt de l'arbitre au 8e round Osman Aktas et se voit offrir un combat pour le titre WBC International détenu par le français Jérémy Parodi. Le combat, organisé le 21 mai 2010 à Lyon, voit la victoire de Martirosyan aux points par décision majoritaire. Il perd en revanche au 12e round contre le champion d'Europe EBU espagnol Kiko Martinez le 9 mars 2012.

## Référence
1. ↑  (en) Arsen Martirosyan v Osman Aktas (boxrec.com)